# Затворници (филм)
„Затворници“ (на английски: Prisoners) е американска криминална драма от 2013 г. на режисьора Дени Вилньов. Премиерата е на 30 август 2013 г. на кинофестивала в Телюрайд.
В центъра на сюжета е изчезването на две малки момичета в малко градче, в отговор на което родителите им отвличат младеж с умствени проблеми, когото смятат за виновен, и го подлагат на мъчения, за да научат къде са децата. Главните роли се изпълняват от Хю Джакман, Джейк Джилънхол, Вайола Дейвис, Мария Бело, Терънс Хауърд, Мелиса Лио и Пол Дейно.

## Актьорски състав
| Актьор          | Роля          |
| --------------- | ------------- |
| Хю Джакман      | Келър Довър   |
| Джейк Джилънхол | детектив Локи |
| Вайола Дейвис   | Нанси Бърч    |
| Мария Бело      | Грейс Довър   |
| Терънс Хауърд   | Франклин Бърч |
| Мелиса Лео      | Холи Джоунс   |
| Пол Дейно       | Алекс Джоунс  |
| Дилън Минет     | Ралф Довър    |

## Награди и номинации
| Категория                           | Номиниран(и)            | Резултат               |
| Оскар (2 март 2014 г.)              | Оскар (2 март 2014 г.)  | Оскар (2 март 2014 г.) |
| ----------------------------------- | ----------------------- | ---------------------- |
| Най-добра кинематография            | Роджър Дийкинс          | номинация              |
| Сателит (23 февруари 2014 г.)       |                         |                        |
| Най-добър филмов монтаж             | Най-добър филмов монтаж | номинация              |
| Най-добра кинематография            | Роджър Дийкинс          | номинация              |
| Най-добър актьор в поддържаща роля  | Джейк Джилънхол         | номинация              |
| Сатурн (26 юни 2014 г.)             |                         |                        |
| Най-добър грим                      | Най-добър грим          | награда                |
| Най-добър трилър филм               | Най-добър трилър филм   | номинация              |
| Най-добра актриса в поддържаща роля | Мелиса Лео              | номинация              |
| Емпайър (30 март 2014 г.)           |                         |                        |
| Най-добър трилър филм               | Най-добър трилър филм   | номинация              |